# (26087) Zhuravleva
(26087) Zhuravleva est un astéroïde de la ceinture principale.

## Description
(26087) Zhuravleva est un astéroïde de la ceinture principale. Il fut découvert le 21 octobre 1982 à Naoutchnyï par Lioudmila Karatchkina. Il présente une orbite caractérisée par un demi-grand axe de 2,46 UA, une excentricité de 0,27 et une inclinaison de 8,2° par rapport à l'écliptique.

## Compléments